# Franz Xaver Glöggl
Franz Xaver Glöggl (* 21. Februar 1764 in Linz; † 16. Juli 1839 ebenda) war ein österreichischer Musikgelehrter und Domkapellmeister zu Linz.

## Leben
Im Alter von acht Jahren kam Glöggl als Sopranist in das Musik-Seminar zu Linz. Im Jahr 1784 schickte ihn sein Vater nach Wien, um die musikalischen Studien fortzusetzen. Hier erlernte er auch das Violinenspiel.
Im Jahr 1790, durch Gönner unterstützt, übernahm er als Orchester-Direktor beim Linzer Theater auch die Bühne. Gleichzeitig nahm er auch die Stadtmusik-Direktorenstelle an. Die Besetzung der Kirchen-Instrumentalmusik war mit dieser Funktion verbunden. Im Jahr 1795 übernahm er auch die Leitung des Hoftheaters in Salzburg. Im Jahr 1797 erhielt er die leitende Stelle als Domkapellmeister zu Linz. Im Jahr 1798 gab er die Theaterleitung auf, um sich ganz der Musik als Domkapellmeister widmen zu können. Eine Musik- und Kunsthandlung eröffnete er neben diesem Amt.
Im Herbst 1812 besuchte ihn Beethoven, der für Glöggl seine drei Equale für vier Posaunen WoO 30 komponierte.
Er hatte eine umfangreiche Bibliothek zur Theorie und Praxis der Musik. Eine reichhaltige Sammlung von Musikinstrumenten gehörten zu seinem Nachlass.
Im Jahr 1830 würdigte man in der Domkirche zu Linz in einer Feier seine 50-jährige Dienstleistung.

## Werke
- Kurzgefasstes Schulbuch der Tonkunst, Linz 1797
- Versuch zu einem musikalischen Kunstwörterbuch, Linz 1798
- Musikalische Monatsschrift, Linz 1803
- Musikalische Blättchen zur Zeit, Linz 1810
- Musikalischer Hauptzirkel in Kupfer mit Erklärung, Linz 1810
- Musikalische Notizen, 1812
- Musikalische Zeitung für die österr. Staaten, Linz 1812–1813
- Kurze Geschichte der gottesdienstlichen Musik im Bürgerblatt Nr. 35. Der musikalische Gottesdienst, Linz 1823
- Kirchenmusikordnung, erklärendes Handbuch, Wien 1828
- Musikalische Kunstsammlung für Musikfreunde, wie praktische und mechanische Künstler mit mehr als 1000 Zeichnungen usw. (unvollendet)